# 大衛·韋納

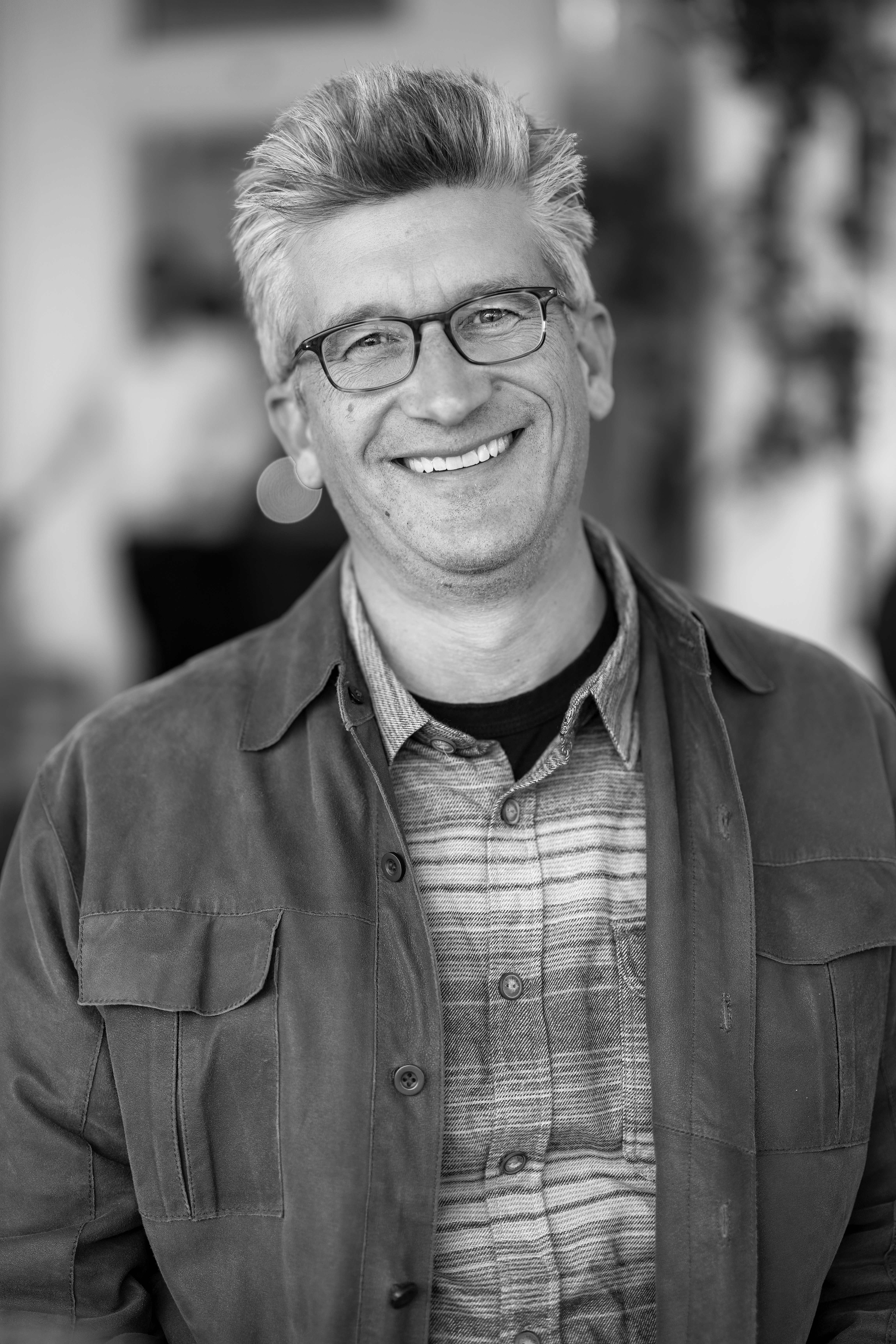
大衛·韋納（2022年）

大衛·韋納（英語：David M. Wehner），是Meta Platforms的首席財務官。

## 教育
1986年，韋納就讀於聖路易斯修道院學校。他畢業於喬治城大學化學系學士學位，並進一步在史丹佛大學取得應用物理學系碩士學位。

## 生涯
早期的職業生涯中，韋納曾在Monitor Group和Hambrecht & Quist工作。之後，他加入在Allen & Company，並在那裡工作了近十年，直到2010年成為Zynga的首席財務官。在2011年，韋納加入臉書，擔任企業財務和業務規劃副總裁。並且於2014年6月1日接替大衛·埃伯斯曼擔任臉書的首席財務官。